# Ministero del lavoro e della solidarietà sociale
Il Ministero del lavoro e della solidarietà sociale (in rumeno: Ministerul Muncii și Solidarității Sociale) è un dicastero del governo rumeno responsabile dell'attuazione della strategia e delle politiche in materia di lavoro, famiglia, pari opportunità e protezione sociale.
Dal novembre 2021, il ministro del lavoro e della protezione sociale è Marius-Constantin Budăi.

## Istituzioni
Le seguenti istituzioni sono sotto l'autorità del Ministero del lavoro, famiglia e protezione sociale:
- Casa nazionale delle pensioni e altri diritti di assicurazione sociale (Casa Națională de Pensii și alte Drepturi de Asigurări Sociale)
- Agenzia nazionale per l'impiego (Agenția Națională pentru Ocuparea Forței de Muncă)

Le seguenti istituzioni sono subordinate dal Ministero del lavoro, della solidarietà sociale e della famiglia:
- Autorità nazionale per le persone disabili(Autoritatea Națională pentru Persoanele cu Handicap)
- Autorità nazionale per la protezione dei diritti dei bambini (Autoritatea Națională pentru Protecția Drepturilor Copilului)
- Agenzia nazionale per la protezione della famiglia (Agenția Națională pentru Protecția Familiei)
- Agenzia per pari opportunità per le donne e gli uomini (Agenția Națională pentru Egalitatea de Șanse între Femei și Bărbați)
- Direzioni locali per il lavoro, la solidarietà sociale e la famiglia  (Direcții de muncă, solidaritate socială și familie județene și a municipiului București)
- Ufficio del lavoro all'estero (Oficiul pentru Migrația Forței de Muncă)
- Ispettorato del lavoro (Inspecția Muncii), incluso l'ispettorato del lavoro territoriale (Inspectoratele Teritoriale de Muncă)